# 中川清秀
中川 清秀（なかがわ きよひで）は、戦国時代から安土桃山時代にかけての武将。
本姓は源氏。家系は清和源氏嫡流摂津源氏の流れを汲む多田行綱の子・明綱（あるいは河内源氏傍系石川源氏）の後裔と称した。子に秀政、秀成、池田輝政先室（池田利隆母）・糸姫。妹は古田重然（織部）の正室。
中川氏は摂津国の小さな武士だったが清秀は優れた武勇で立身し、中川の家を最大で12万石を領する大名家へ導いた。その武勇は鬼瀬兵衛と讃えられた。

## 生涯
天文11年（1542年）、摂津国旧福井村中河原（現：大阪府茨木市）で生まれた（『寛政重修諸家譜』は山城国で生まれたとする）。父は中川重清、母は中川清村の娘。幼名は虎之助。通称は瀬兵衛（せひょうえ）。
はじめ摂津の国人であった池田勝正に属し、織田信長が上洛してくるとそれに従った。
元亀元年1月（1569年）、本圀寺の変では摂津衆として明智光秀に加勢し、5日に桂川で三好三人衆と戦うも敗走。清秀の提案により、6日早朝に奇襲を掛ける。三好三人衆は不意を突かれ敗走、清秀は執拗に追撃し三好方に多大な被害を与えた。
後に主家の池田氏で内紛が起こり、勝正が追放され池田知正が当主となると一時信長と敵対する。元亀2年（1571年）8月、同じく池田氏の部将・荒木村重と共同して織田方の和田惟政を敗死させた（白井河原の戦い）。戦後はこの戦いで滅んだ茨木氏の居城であった茨木城の城主となった。
摂津の和田氏や茨木氏、伊丹氏、池田氏が相次いで衰退・没落すると、村重や高山右近と共に摂津にて独立勢力となる。後に信長が村重を摂津の国主に据えると清秀もそれに従った。旧領を合わせて4万400石を領した。
天正6年（1578年）10月、村重が信長に対して反旗を翻すと（有岡城の戦い）、共に信長に敵対した。同年11月、織田勢に茨木城を包囲され、降伏した。その後は、丹羽長秀や池田恒興の旗下で転戦する。
天正10年（1582年）、本能寺の変後は羽柴秀吉につき、右近と共に山崎の戦いで先鋒を務めた。清秀は3,000の兵を率いて参戦し、天王山占領では兵600を派遣している。松田政近が攻め寄せた際は堀尾吉晴と共に鉄砲隊で迎撃している。敵将・三牧三左衛門某や伊勢貞興を討ち取った。しかし相次ぐ戦いで疲弊し、追撃戦には参戦できなかった。
天正11年（1583年）4月20日、賤ヶ岳の合戦で戦死した。42歳。清秀は大岩山砦を守備していたところ、同日早朝、柴田勝家方の佐久間盛政が急襲した。応戦し、余呉湖岸まで押し返すが力尽きた。
行誉荘岳浄光院と号す。墓所は、梅林寺（現・大阪府茨木市）、大岩山砦跡（現・滋賀県長浜市）。
家督は長男の秀政が相続、秀吉から清秀の功をから13万石に加増され、重用されたが、朝鮮出兵にて鷹狩の最中に戦死したため改易を恐れた家臣達がこれを隠蔽したことに秀吉から激怒され、播磨6万石に減封される。次男の秀成は関ヶ原の戦いで東軍に付き、戦後豊後岡藩初代藩主となり、中川家は藩主として幕末まで存続した。なお、秀成は秀吉の命令によって父・清秀を討った佐久間盛政の娘を娶ることになった。

## ギャラリー

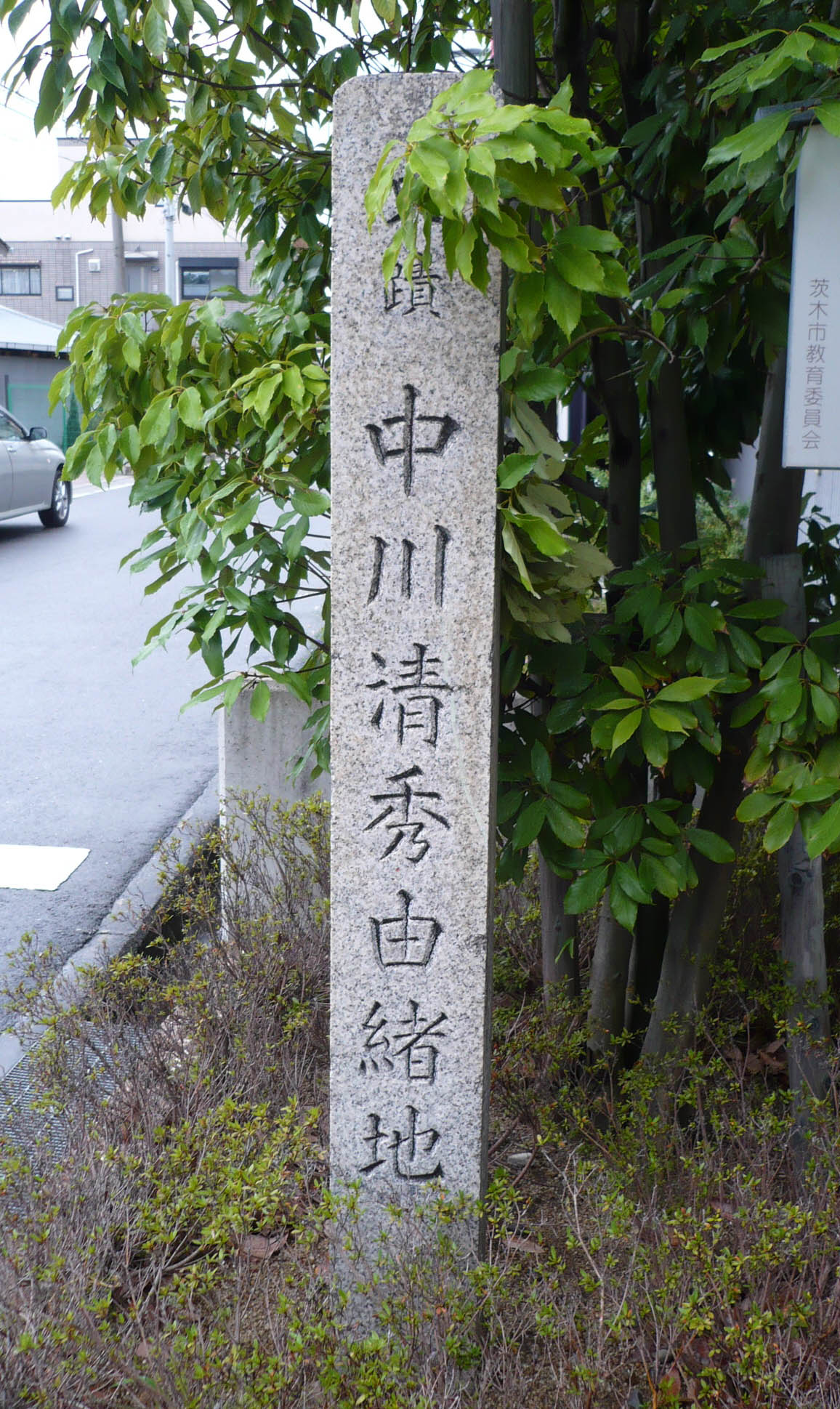
中河原橋付近にある中川清秀由緒地の石碑
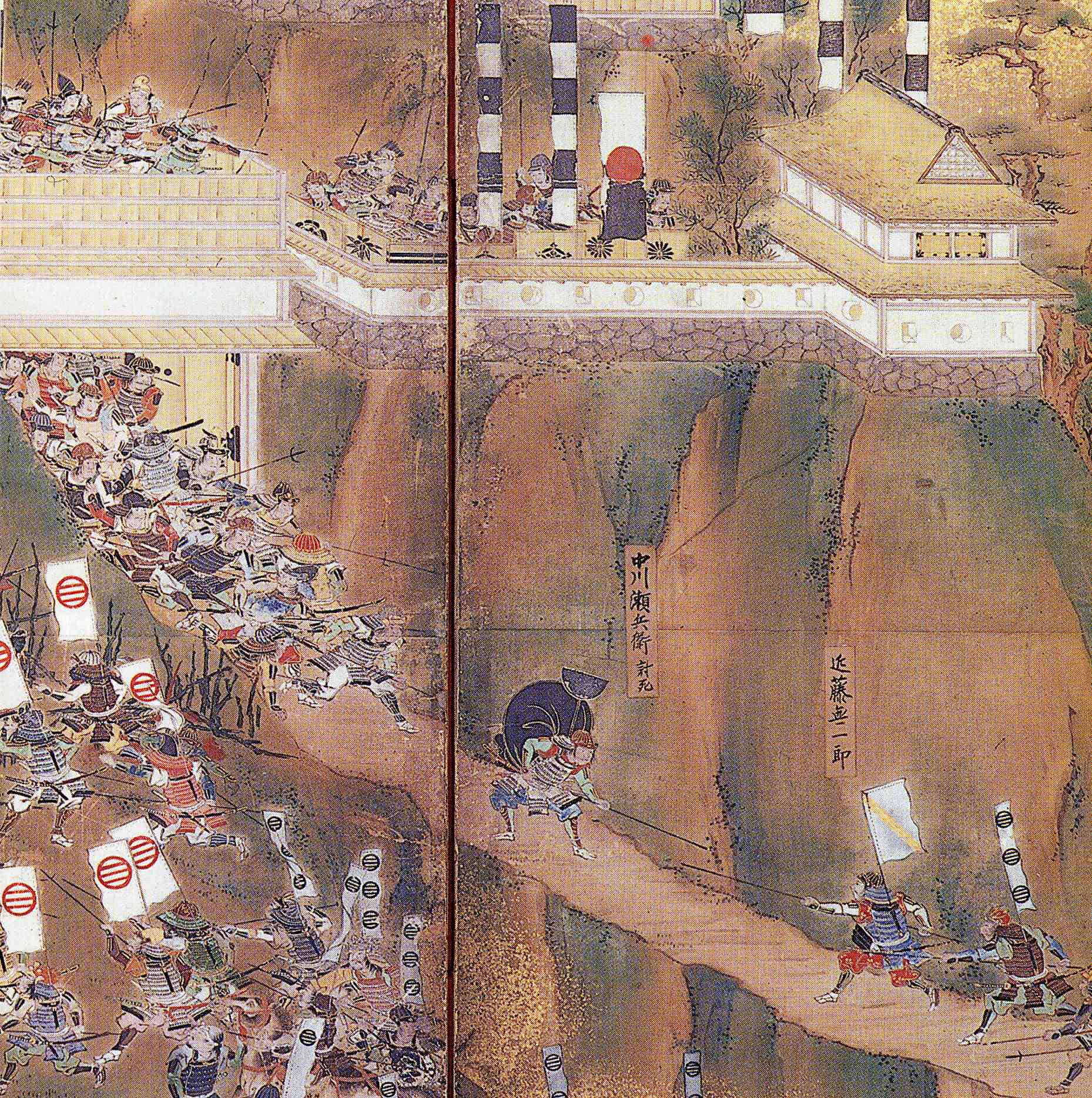
賤ヶ岳の戦いで奮戦する中川清秀（賤ヶ岳合戦図屏風）
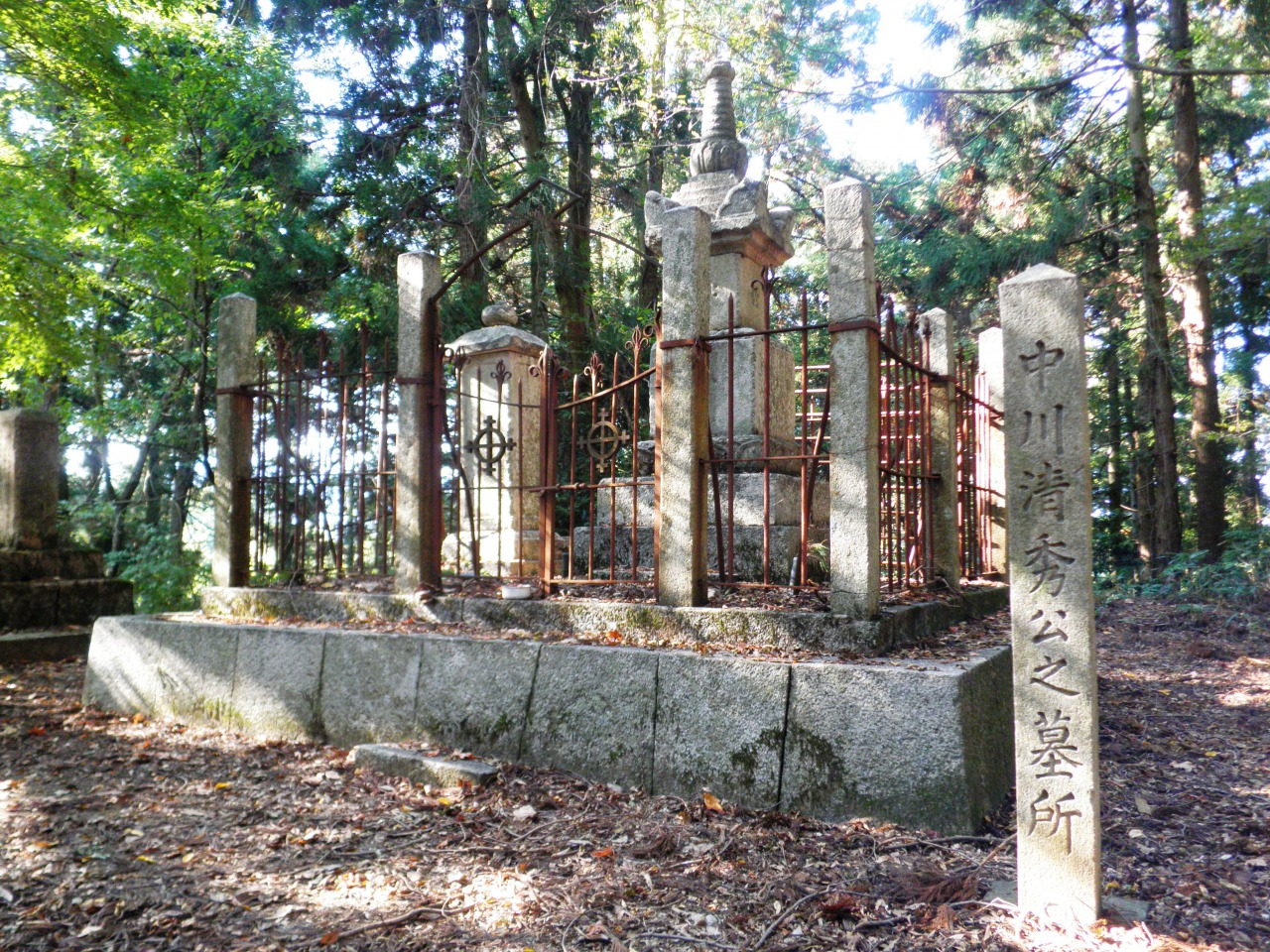
大岩山にある中川清秀の墓

## 逸話
- 和田惟政を討つ準備をしていた際、幼かった息子の秀政と秀成は枕で遊び「これこそ和田の首だ」と話していた。清秀は「これは門出がよい」と言って数杯の酒を飲んだのち、出陣したという。
- 和田惟政を討つ際、荒木軍は馬塚という場所に2,500、和田軍は糠塚という場所に1,000の兵で布陣し、荒木軍は数で勝っていたが、戦上手な惟政を警戒し戦局が停滞していた。村重は「戦上手の惟政のことだ、数が少なくとも伏兵を置いている。明日攻めよう」と言ったが清秀は「猛将と名高き惟政は左様な小細工はしておるまい。更に惟政は糠塚におる。糠は馬が食うのだ、負けるはずない。今すぐ攻めかかろう」と言うと荒木は正面から、中川は側面から攻撃し、奮戦の末、中川軍が惟政を討ち果たし大勝利をおさめている。戦後、清秀は一番鑓の称号と呉服台に所領を、そしてこの戦で討ち取られた茨木重朝の城をも得ている。
- 荒木村重が謀反の疑いをかけられ、安土へ釈明に訪れる途中、清秀は「信長は疑いを一度でも掛ければ疑うことを止めない男、きっと村重殿を討つ手筈を整えているはずです」と進言し、信長自身出兵の準備をしていたため村重は謀反を決意したという。
- 荒木村重から離反する際の話が伝わっている。清秀の武勇を欲した織田信長は清秀の妹婿・古田重然を通じて12万石の所領と自身の娘・鶴姫を清秀の嫡男・秀政に嫁がせるという破格の条件で寝返りを工作するも清秀は返事をせずに、村重にありのままを伝えた。しかし村重は敗戦が濃い状況で清秀を従わせる訳にはいかないと「荒木の武運は決し、多くの者が離反した。中川殿もすぐに織田に付かれよ」と言うので清秀は織田に従ったという。
- 山崎の合戦後、織田信孝が「父・信長の仇である光秀を討ち果たすことができたが、これは清秀の奮戦のおかげである」と称賛している。
- 一方、羽柴秀吉は馬上から「瀬兵衛、骨折り、骨折り」と言い馬から降りなかった。秀吉が「ご苦労」と言って去る際、清秀は秀吉の態度に対して「筑前(秀吉)、早くも天下人になったつもりか!」と怒鳴ったが秀吉は無視して去ったという。下記の義兄弟の契りから一転し、天下人の如き態度をとった秀吉を嫌悪する姿が見られる。

## 秀吉との内誓紙
『中川氏年譜（付録）』によると天正8年（1580年）の内誓紙がある。

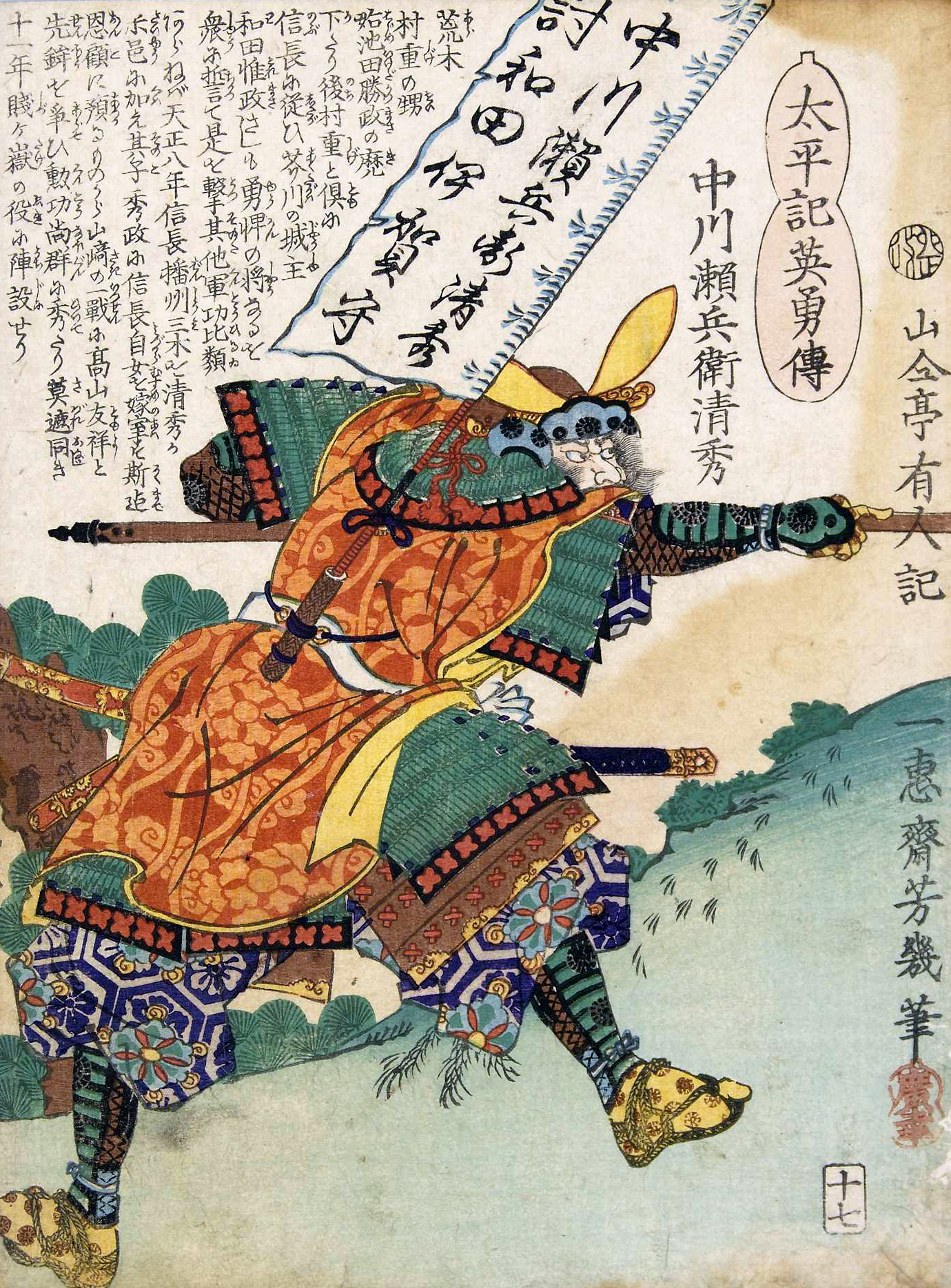
太平記英勇伝十七：中川瀬兵衛清秀（落合芳幾画）

これにより秀吉と清秀は兄弟の契りを結んだことになり、両者の親密さをうかがわせる。

## 小説・漫画
- 『へうげもの』 - 山田芳裕の漫画。主人公・古田織部の義兄として登場。